# Voice・Love・Network
 Voice Love Network（ボイス・ラブ・ネットワーク）は、インターネットラジオ配信サイトである。主に、声優がパーソナリティのラジオ番組を無料配信している。

## 配信中番組

### 月曜日更新
- おかわり。（野浪渉、松井瑠美子、佐野翔子）
- ありがとう YEY YEY YEY!!（柳本麻美、有田理紗、安原聖晶）

### 火曜日更新
- てしがわら（武川陽介、渡辺一茂）
- 九州戦隊ねこまんま（赤紙僚太郎、青鮫ヒロ 、黄石彩、白犬光）
- イワサワラジオ（岩澤居待、岩澤幸子、岩澤繭）

### 水曜日更新
- 天然ゆるふわ妄想ラヂオ ナツミワ（柴原奈津美、永作美和）
- がちゃがちゃぽんぽんガチャポンRADIO!（延近由美、井上正夫、鴇田純一、鈴木ひかり）
- 劇団ハピネス・クローバー（山内志乃、太田ちひろ 、井上阿弓）
- BOYS 4 MEN ごぉ!（大川佳月、新谷卓巳、五十嵐康平、児玉翔）
- サンバ化ラジオ（山口啓介・たべいゆう・長舟康裕）

### 木曜日更新
- ナナカミごっちゃに!（中原日菜、滑川恭子、金子友紀、水野まなみ）
- びじょやじゅ・オン・ザ・レディオ（倉田彩花、白井税 、三山豪）
- 軽茶しんどろ～む（一条和矢、ひと美、高橋幸治、篠田有香、井上由紀子、草葉美穂）
- こちら生徒会チャレ魂執行部（白河雪之丞、島袋南 、麻上美誘、要勇人）

### 金曜日更新
- KIN-GIN-DO?（高橋愛、五月女愛、松尾祐華、嶋垣泉、野瀬僚美、丹羽紫保里）
- せたジュンのほんのりサジカゲン（世田壱恵、金丸淳一）
- ボイ☆フル（清水梨沙、和田瞳 、表田美和子、河野加奈、上原彩、田村愛）
- moon opera share（ゆみゴン・作家チーム+声優事務所3社のコラボ企画）

## 配信終了した番組
- ボズ本舗 西天満東支店（瀬口昌生、藤田ようこ、野中政宏、Kay稲毛、や乃えいじ）
- えほんに夢中（持田早苗、松山薫）
- 妻咲立女学館放送室（高見綾、新田浩子）
- VLN放送局（兵庫修平、西口杏里沙）
- 劇団クローバー・サマー（ナミ、チナ、ユウ）
- シフォン☆シフォン（氷上恭子、増田ゆき、小島幸子）
- 女子、ぽッ。（緒方珠子、佐藤真矢、熊谷桜子）
- 愛の伝書鳩（真田ゆき、乙川由佳、ぼん、工藤結衣、横山遵）